# Джонни Максвелл — спаситель Вселенной
«Джонни Максвелл — спаситель Вселенной» — трилогия Терри Пратчетта для подростков о приключениях Джонни Максвелла и его друзей, живущих в вымышленном, типизированном городе Сплинбери (Blackbury, в оригинале).

## Состав серии

### Только ты можешь спасти человечество (1992)
Джонни двенадцать лет, и он живет в самом скучном городке мира и дома царят Трудные Времена. Остается только одно — засесть в своей комнате, включить компьютер и убивать гадов-пришельцев. Но даже тут сплошное невезение: пришельцы попались неправильные. Они, видите ли, не желают умирать и подло капитулируют!

### Джонни и мертвецы (1993)
Джонни — обладатель крайне вредной привычки видеть то, чего не видят другие. А именно — призраков, которые категорически отказываются так именовать себя, называясь просто гражданами, перешедшими в новое качественное состояние. Да, Джонни их видит, а его друзья, Холодец, Бигмак и Ноу Йоу, крутят пальцами у виска и трясутся от страха, почувствовав могильный холод. Джонни Максвелл выходит на тропу войны и вместе со «Сплинберийскими добровольцами» отвоёвывает кладбище у организации «Объединение-Слияние-Партнёрство».

### Джонни и бомба (1996)
Миссис Тахион, сумасшедшая бродяжка города Сплинбери, попала в больницу, и Джонни решил взять к себе ее набитую мешками тележку, чтобы ее никто не украл. Однако тележка оказывается не простой — она может перемещать тех, кто за нее держится, во времени. Джонни со своими друзьями Кёрсти (Кассандрой), Холодцом, Бигмаком и Ноу Йоу отправляются в Сплинбери времён Второй мировой и спасают целую улицу жителей от сброшенной немцами бомбы.